# Lamborghini
Automobili Lamborghini S.p.A., frecvent numită doar Lamborghini, este un constructor italian de automobile sport, cu sediul în micuțul sat italian Sant'Agata Bolognese, de lângă Bologna.  Lamborghini este în prezent o companie a producătorului german de autoturisme Audi AG, care la rândul său este deținut de către Volkswagen. Compania a fost fondată în anul 1963 de către omul de afaceri Ferruccio Lamborghini (n. 28 aprilie 1916, Cento, Emilia-Romagna, Italia – d. 20 februarie 1993, Perugia, Italia), care a deținut o fabrică de tractoare de succes, numită Lamborghini Trattori S.p.A..

## Istorie

### Origine
După cum spune fiul lui Ferruccio Lamborghini, Ferruccio Lamborghini s-a dus să îl întâlnească pe Enzo Ferrari la fabrica Ferrari pentru a i se plânge de calitatea ambreiajului de la Ferrari 250 GT pe care îl avea.  Enzo Ferrari i-a spus să plece și să conducă tractoare, pentru că nu este în stare să conducă automobile. Lamborghini s-a întors la fabrica sa, a desfăcut de la Ferrari-ul său, și și-a dat seama că este produs de aceeași firmă care producea ambreiajul și pentru tractoarele sale. În depozitul său a găsit un exemplar potrivit pentru ceea ce avea el nevoie și a rezolvat în acest fel problema. Furios pe comportamentul arogant al lui Enzo Ferrari, și-a promis că nu se va mai duce niciodată să îi ceară acestuia ceva și că îl va bate prin construirea unei mașini sport mai performantă. Astfel s-a născut ideea unui mașini sport Lamborghini.
Ferruccio s-a decis ca mașina sa să aibă un motor V12, apelând la ajutorul inginerului Giotto Bizzarrini, care lucrase și la un Ferrari V12. Noul motor avea 4 came, o cursă scurtă și două valve mari pe cilindru, având o putere surprinzătoare de 350 cai putere (260 kW). Motorul era fabricat din aluminiu, cu un arbore cotit susținut de 7 rulmenți principali, se poate uita de pistoanele de aluminiu, și  arbore cotit cu propria jumătate de motor-viteză "roata dințată" cu un lanț silențios. Așezarea motorului automobilului a fost proiectată de către Scaglione-Touring a lui Franco Scaglione.

### Sub Ferruccio Lamborghini
| Anul                  | Vânzări | Vânzări | Vânzări | Vânzări | Vânzări | Vânzări | Vânzări | Vânzări | Vânzări | Vânzări | Vânzări | Vânzări | Vânzări | Vânzări | Vânzări | Vânzări | Vânzări | Vânzări | Vânzări | Vânzări | Vânzări | Vânzări | Vânzări | Vânzări | Vânzări | Vânzări | Vânzări | Vânzări | Vânzări | Vânzări | Vânzări | Vânzări | Vânzări | Vânzări | Vânzări | Vânzări | Vânzări | Vânzări | Vânzări | Vânzări | Vânzări | Vânzări | Vânzări | Vânzări | Vânzări | Vânzări | Vânzări | Vânzări | Vânzări | Vânzări |
| --------------------- | ------- | ------- | ------- | ------- | ------- | ------- | ------- | ------- | ------- | ------- | ------- | ------- | ------- | ------- | ------- | ------- | ------- | ------- | ------- | ------- | ------- | ------- | ------- | ------- | ------- | ------- | ------- | ------- | ------- | ------- | ------- | ------- | ------- | ------- | ------- | ------- | ------- | ------- | ------- | ------- | ------- | ------- | ------- | ------- | ------- | ------- | ------- | ------- | ------- | ------- |
| Anul                  |         |         |         |         |         |         |         |         | 500     | 500     |         |         |         |         |         |         |         |         | 1,000   | 1,000   |         |         |         |         |         |         |         |         | 1,500   | 1,500   |         |         |         |         |         |         |         |         | 2,000   | 2,000   |         |         |         |         |         |         |         |         | 2,500   | 2,500   |
| 1996                  | 211     | 211     | 211     | 211     |         |         |         |         |         |         |         |         |         |         |         |         |         |         |         |         |         |         |         |         |         |         |         |         |         |         |         |         |         |         |         |         |         |         |         |         |         |         |         |         |         |         |         |         |         |         |
| Audi Takeover in 1998 |         |         |         |         |         |         |         |         |         |         |         |         |         |         |         |         |         |         |         |         |         |         |         |         |         |         |         |         |         |         |         |         |         |         |         |         |         |         |         |         |         |         |         |         |         |         |         |         |         |         |
| 2002                  | 424     | 424     | 424     | 424     | 424     | 424     | 424     | 424     |         |         |         |         |         |         |         |         |         |         |         |         |         |         |         |         |         |         |         |         |         |         |         |         |         |         |         |         |         |         |         |         |         |         |         |         |         |         |         |         |         |         |
| 2003                  | 1,305   | 1,305   | 1,305   | 1,305   | 1,305   | 1,305   | 1,305   | 1,305   | 1,305   | 1,305   | 1,305   | 1,305   | 1,305   | 1,305   | 1,305   | 1,305   | 1,305   | 1,305   | 1,305   | 1,305   | 1,305   | 1,305   | 1,305   | 1,305   | 1,305   | 1,305   |         |         |         |         |         |         |         |         |         |         |         |         |         |         |         |         |         |         |         |         |         |         |         |         |
| 2004                  | 1,592   | 1,592   | 1,592   | 1,592   | 1,592   | 1,592   | 1,592   | 1,592   | 1,592   | 1,592   | 1,592   | 1,592   | 1,592   | 1,592   | 1,592   | 1,592   | 1,592   | 1,592   | 1,592   | 1,592   | 1,592   | 1,592   | 1,592   | 1,592   | 1,592   | 1,592   | 1,592   | 1,592   | 1,592   | 1,592   |         |         |         |         |         |         |         |         |         |         |         |         |         |         |         |         |         |         |         |         |
| 2005                  | 1,600   | 1,600   | 1,600   | 1,600   | 1,600   | 1,600   | 1,600   | 1,600   | 1,600   | 1,600   | 1,600   | 1,600   | 1,600   | 1,600   | 1,600   | 1,600   | 1,600   | 1,600   | 1,600   | 1,600   | 1,600   | 1,600   | 1,600   | 1,600   | 1,600   | 1,600   | 1,600   | 1,600   | 1,600   | 1,600   |         |         |         |         |         |         |         |         |         |         |         |         |         |         |         |         |         |         |         |         |
| 2006                  | 2,087   | 2,087   | 2,087   | 2,087   | 2,087   | 2,087   | 2,087   | 2,087   | 2,087   | 2,087   | 2,087   | 2,087   | 2,087   | 2,087   | 2,087   | 2,087   | 2,087   | 2,087   | 2,087   | 2,087   | 2,087   | 2,087   | 2,087   | 2,087   | 2,087   | 2,087   | 2,087   | 2,087   | 2,087   | 2,087   | 2,087   | 2,087   | 2,087   | 2,087   | 2,087   | 2,087   | 2,087   | 2,087   | 2,087   | 2,087   |         |         |         |         |         |         |         |         |         |         |

## Modele
| Vehicle                        | Year           | Engine          | Displacement          | Top Speed            | Image |
| ------------------------------ | -------------- | --------------- | --------------------- | -------------------- | ----- |
| 350 GTV                        | 1963           | Lamborghini V12 | 3,464 cm³             | 280 km/h (173 mph)   |       |
| 350 GT                         | 1964–1968      | Lamborghini V12 | 3,464 cm³             | 240 km/h (149 mph)   |       |
| 400 GT 2+2                     | 1966–1968      | Lamborghini V12 | 3,929 cm³             | 250 km/h (155 mph)   |       |
| Miura                          | 1966–1974      | Lamborghini V12 | 3,929 cm³             | 288 km/h (178 mph)   |       |
| Espada                         | 1968–1978      | Lamborghini V12 | 3,929 cm³             | 245 km/h (152 mph)   |       |
| Islero                         | 1968–1970      | Lamborghini V12 | 3,929 cm³             | 248 km/h (154 mph)   |       |
| Jarama                         | 1970–1978      | Lamborghini V12 | 3,929 cm³             | 240 km/h (149 mph)   |       |
| Urraco                         | 1970–1979      | Lamborghini V8  | 2,463/2,996/1,994 cm³ | 230 km/h (142 mph)   |       |
| Countach                       | 1974–1990      | Lamborghini V12 | 3,929/4,754/5,167 cm³ | 295 km/h (190+ mph)  |       |
| Silhouette                     | 1976–1977      | Lamborghini V8  | 2,996 cm³             | 260 km/h (161 mph)   |       |
| Jalpa                          | 1982–1990      | Lamborghini V8  | 3,485 cm³             | 240 km/h (149 mph)   |       |
| LM002                          | 1986–1992      | Lamborghini V12 | 5,167 cm³             | 210 km/h (150+ mph)  |       |
| Diablo                         | 1990–2001      | Lamborghini V12 | 5,707/5,992 cm³       | 330 km/h (205+ mph)  |       |
| Murciélago                     | 2001–2010      | Lamborghini V12 | 6,192/6,496 cm³       | 335 km/h (208+ mph)  |       |
| Gallardo                       | 2003–          | Lamborghini V10 | 4,961 cm³             | 309 km/h (197 mph)   |       |
| Murciélago LP640               | 2006–2010      | Lamborghini V12 | 6,496 cm³             | 340 km/h (211 mph)   |       |
| Murciélago LP670-4 SuperVeloce | 2009–2012      | Lamborghini V12 | 6,496 cm³             | 343 km/h (213 mph)   |       |
| Reventón                       | 2009–2010      | Lamborghini V12 | 6,496 cm³             | 356 km/h (221 mph)   |       |
| Aventador LP 700-4             | 2011-          | Lamborghini V12 | 6,498 cm³             | 350km/h (217 mph)    |       |
| Aventador LP 750-4 SV          | 2011-2017      | Lamborghini V12 | 6,498 cm³             | >350 km/h (>217 mph) |       |
| Huracán LP 610-4               | 2014- 2019     | Lamborgini V10  | 5,204cm³              | 345 km/h             |       |
| Urus                           | 2018- Present  | Lamborghini V8  | 3,996 cm³             | 305 km/h (189.5 mph) |       |
| Huracán EVO                    | 2019 - Prezent | Lamborghini V10 | 5.204 cm³             | >325km/h ( > 202mph) |       |
| Aventador S                    | 2017 - Prezent | Lamborghini V12 | 6498 cm³              | 350 km/h (217 mph)   |       |
| Aventador SVJ                  | 2019- Prezent  | Lamborghini V12 | 6498 cm³              | >350 km/h            |       |

## Proprietate

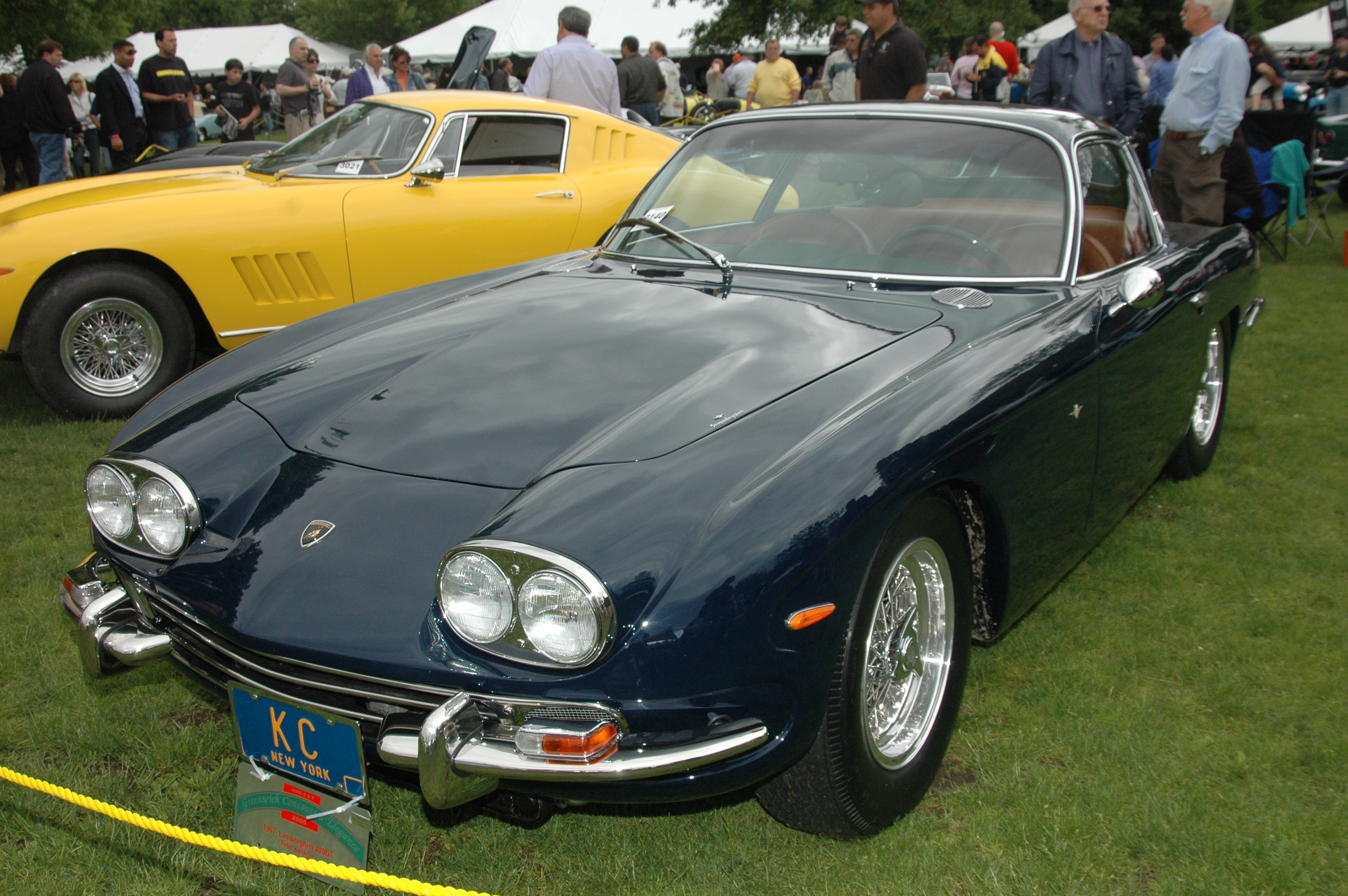
Lamborghini 400 GT

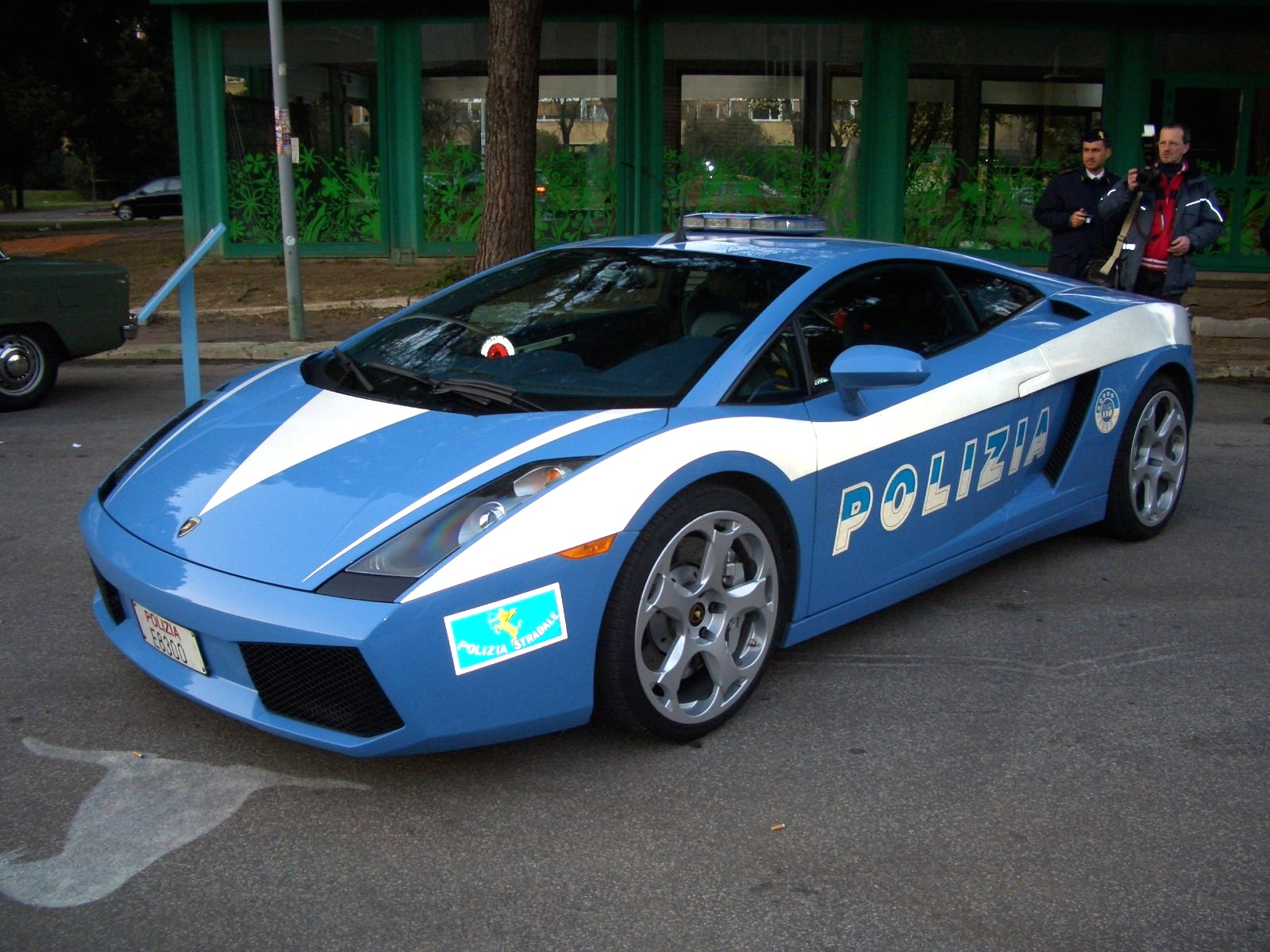
Un exemplar de Lamborghini Gallardo deținut de către Polizia Stradale

Lamborghini a avut numeroși proprietari:   	 
- Ferruccio Lamborghini 1963–1972
- Georges-Henri Rossetti și René Leimer 1972–1977
- falimentar 1977–1984 	
  - administrat de către Patrick Mimram 1980–1984
- Patrick Mimram 1984–1987
- Chrysler Corporation 1987–1994
- Megatech 1994–1995 (Permisiune pentru înființarea Lamborghini Latinoamerica S.A.)
- V'Power, Mycom 1995–1998
- Audi AG 1998-prezent